# 276
276 (CCLXXVI) var ett skottår som började en lördag i den julianska kalendern.

## Händelser

### Okänt datum
- Kejsar Marcus Claudius Tacitus dödas av sina egna trupper på Sicilien.
- Florianus blir romersk kejsare, men hans styre varar mindre än en månad.
- Probus blir romersk kejsare. Han inleder genast fälttåg mot franker, vandaler och burgunder med flera, vilka varar till 282.
- Mani, en lärd från Persien, dör i väntan på avrättning, efter att ha predikat en religion, som kombinerar zoroastrisk dualism med kristen teologi och buddhistiskt tänkande. Detta har orsakat konflikt med auktoriteter inom alla tre dessa religioner.
- Bahram II efterträder Bahram I som shah av Persien.
- Mahasenas styre på Ceylon inleds. Han uppfattas som ortodox och blir impopulär, när han försöker introducera mahayanabuddhismen på ön.

## Avlidna
- Juni – Marcus Claudius Tacitus, romersk kejsare sedan 275
- September – Florianus, romersk kejsare sedan juni detta år (mördad)
- Mani, grundare av den synkretistiska religionen manikeismen